# Varanus melinus
Varanus melinus — вид плазунів з родини варанових. Належить до підроду Euprepiosaurus.

## Морфологічна характеристика
Це стрункий варан середнього розміру. Паратип 1, самець, має загальну довжину 115 см при довжині голови-тулуба 42 см, через два з половиною роки тварина досягла 120 см. Загальна довжина найбільшої самки становить 95 см. Bayless і Adragna згадують максимальну довжину від 120 до 150 см. Загальна довжина 21,6 см і вага 22 г наведені для молодої тварини, яка щойно вилупилася. Для цього варана характерний інтенсивний жовтий основний колір голови, шиї, тіла, кінцівок і основи хвоста. На спині є темні, схожі на сітку відмітини, переважно на корпусі, але більшою чи меншою мірою присутні також на шиї, кінцівках і основі хвоста. З віком малюнок жовтіє. Хвіст зазвичай перегороджений чорним і жовтим кольором. Язик рівномірно рожевий. Пізніше, починаючи з голови і шиї, забарвлення змінюється на типовий жовтий для недорослих і дорослих тварин.

## Середовище проживання
Цей вид є ендемічним для островів Манголе та Таліабу на островах Сула, провінція Малуку, Індонезія.
Імовірно, це низинний вид, але потенційно досягає висоти до 1100 м над рівнем моря. Він, схоже, віддає перевагу болотистим і водно-болотним місцевостям, імовірно, переважно в лісистих районах. Він віддає перевагу більш відкритим місцям проживання подалі від зони мангрових лісів. Його також можна зустріти поблизу населених пунктів.

## Спосіб життя
Репродуктивний вік цього виду, як показало розведення в неволі, може перевищувати сім років. У неволі кладки складаються з 2–12 яєць. До 5,5 місяця тварини досягають 37–39,5 см у довжину, а статевої зрілості — 120 см (самці) або 90 см (самки).

## Використання
Триває значна торгівля цим видом обмеженого ареалу, імовірно, головним чином для міжнародної торгівлі домашніми тваринами, яка почалася в 1997 році.

## Загрози й охорона
Схоже, що цей вид перебуває під загрозою через надмірний збір для міжнародної торгівлі домашніми тваринами, а також через деградацію та вирубку лісових територій у межах його ареалу (як для деревини, так і для розширення сільського господарства). Додатковою потенційною загрозою є інтродукція немісцевої жаби Duttaphrynus melanostictus, яка може бути токсичною для цієї хижої ящірки. Цей вид занесено до Додатку II CITES.